# Irlanda al Festival de la Cançó d'Eurovisió
Irlanda va participar per primera vegada en el Festival de la Cançó d'Eurovisió (gaèlic: Comórtas Amhrán Eorafíse) el 1965, a Nàpols. Des de llavors, ha participat en cada edició, excepte en dues: el 1983, a Múnic; i el 2002, a Tallinn. Radio Telefís Éireann (RTÉ) és l'emissora que representa Irlanda al Festival. La semifinal es transmet per RTÉ2 i la final, per RTÉ One. Totes les seves cançons han estat interpretades en anglès, a excepció de l'any 1972, quan el tema en gaèlic «Ceol on ghrá» (Música de l'amor), va representar el país.
Irlanda, juntament amb Espanya, Suïssa, Israel i Luxemburg, són els únics països que han guanyat quan han sigut amfitrions. De fet, és el que més vegades ha guanyat, fins i tot tres vegades seguides.
Irlanda va guanyar per primera vegada el 1970 amb Dana i la cançó «All Kinds of Everything». En total, el país ha guanyat set vegades, més que qualsevol altre. Així mateix, ha organitzat el Festival tantes vegades; totes elles, excepte una, a Dublín. El 1993 va ser organitzat a Millstreet, un poble de 1.500 persones a l'oest del Comtat de Cork.
Irlanda ha finit al top-10 de la gran final un total de trenta vegades.

## Història
Irlanda ha competit al festival gairebé contínuament des del seu debut, ja que no ha participat en dues ocasions. El 1983, per una vaga a l'emissora RTÉ no es va poder enviar-hi un representant. En el seu lloc, RTÉ va transmetre el festival amb comentaris de la BBC. El 2002, Irlanda va ser relegada del festival a causa de la seva mala posició el 2001. Malgrat això, RTÉ va emetre el festival celebrat a Tallinn i va enviar-hi un comentarista.
De les 53 cançons que ha enviat a Eurovisió, set han guanyat i divuit han acabat entre els cinc primers llocs. A les últimes edicions ha obtingut baixes posicions.
Tres artistes han representat el país al festival en més d'una ocasió, tots ells guanyadors. Després de sengles triomfs, el 1980 i 1987, Johnny Logan va ser l'única persona que ha guanyat Eurovisió més d'una vegada. A més, Logan va escriure altres cançons per a Linda Martin, que també va guanyar el festival amb «Why Me?» el 1992. Niamh Kavanagh, guanyadora el 1993, hi tornaria el 2010, amb un agre vint-i-tresè lloc a la final.
En gairebé tots els festivals on va haver-hi orquestra (fins 1998) la cançó irlandesa era conduïda per Noel Kelehan. Les excepcions van ser el 1965 (va conduir Gianni Ferrio), 1970 (Dolf van der Limitin), 1972-1975 (Satisfan Pearce), 1979 (Proinnsias O'Duinn), 1994 (No va haver-hi conductor, encara que Kelehan va conduir l'orquestra per altres cançons) i 1997 (Frank McNamara).
Els últims anys, el país no ha tingut el mateix èxit que als seus inicis. Jedward van ser els encarregats de portar la bandera irlandesa: el 2011 van aconseguir classificar-se en vuitè lloc seguit d'un gran èxit posterior al festival, la qual cosa els va portar a presentar-se de nou per representar Irlanda a Bakú (2012). En aquesta ocasió, malgrat aconseguir classificar-se, van acabar dinovens a la final. El 2013 van ser últims amb «Only Love Survives», la qual va ser la seva última aparició en la final fins al 2018. Després de 2013, Irlanda ni tan sols ha reeixit classificar-se amb Ca-Linn i Kasey Smith, el 2014; Molly Sterling, el 2015; l'exmembre de la banda Westlife, Nicky Byrne, el 2016; i Brendan Murray el 2017. El 2018, Irlanda va aconseguir passar a la final amb Ryan O'Shaughnessy i la cançó «Together», que va acabar en la posició 16 amb 136 punts i va obtenir, fins i tot, 12 punts d'Àustria, Bèlgica i Espanya (per part del televot) i Lituània (per part del jurat) a la semifinal. El2019, la sort va tornar a deixar d'estar de la mà d'Irlanda, ja que Sarah McTernan no va ser classificat amb la cançó «22» i es va quedar última (18a) amb només 16 punts.

## Participacions
Llegenda
| Any                         | Seu         | Artista                                | Cançó                                 | Final                | Punts                | Semifinal                 | Punts                     |
| --------------------------- | ----------- | -------------------------------------- | ------------------------------------- | -------------------- | -------------------- | ------------------------- | ------------------------- |
| 1965                        | Nàpols      | Butch Moore                            | «I'm walking the streets in the rain» | 6                    | 11                   | No va haver-hi semifinals | No va haver-hi semifinals |
| 1966                        | Luxemburg   | Dickie Rock                            | «Come back to stay»                   | 4                    | 14                   | No va haver-hi semifinals | No va haver-hi semifinals |
| 1967                        | Viena       | Sean Dunphy                            | «If I could choose»                   | 2                    | 22                   | No va haver-hi semifinals | No va haver-hi semifinals |
| 1968                        | Londres     | Pat McGeegan                           | «Chance of a lifetime»                | 4                    | 18                   | No va haver-hi semifinals | No va haver-hi semifinals |
| 1969                        | Madrid      | Muriel Day                             | «The wages of love»                   | 7                    | 10                   | No va haver-hi semifinals | No va haver-hi semifinals |
| 1970                        | Amsterdam   | Dana                                   | «All kinds of everything»             | 1                    | 32                   | No va haver-hi semifinals | No va haver-hi semifinals |
| 1971                        | Dublín      | Angela Farrell                         | «One day love»                        | 11                   | 79                   | No va haver-hi semifinals | No va haver-hi semifinals |
| 1972                        | Edimburg    | Sandie Jones                           | «Ceol on ghrá»                        | 15                   | 72                   | No va haver-hi semifinals | No va haver-hi semifinals |
| 1973                        | Luxemburg   | Maxi                                   | «Do I dream?»                         | 10                   | 80                   | No va haver-hi semifinals | No va haver-hi semifinals |
| 1974                        | Brighton    | Tina Reynolds                          | «Cross your heart»                    | 7                    | 11                   | No va haver-hi semifinals | No va haver-hi semifinals |
| 1975                        | Estocolm    | The Swarbriggs                         | «That's what friends are for»         | 9                    | 68                   | No va haver-hi semifinals | No va haver-hi semifinals |
| 1976                        | La Haia     | Red Hurley                             | «When»                                | 10                   | 54                   | No va haver-hi semifinals | No va haver-hi semifinals |
| 1977                        | Londres     | The Swarbriggs                         | «It's nice to be in love again»       | 3                    | 119                  | No va haver-hi semifinals | No va haver-hi semifinals |
| 1978                        | París       | Colm C. T. Wilkinson                   | «Born to sing»                        | 5                    | 86                   | No va haver-hi semifinals | No va haver-hi semifinals |
| 1979                        | Jerusalem   | Cathal Dunne                           | «Happy man»                           | 5                    | 80                   | No va haver-hi semifinals | No va haver-hi semifinals |
| 1980                        | La Haia     | Johnny Logan                           | «What's another year»                 | 1                    | 143                  | No va haver-hi semifinals | No va haver-hi semifinals |
| 1981                        | Dublín      | Sheeba                                 | «Horoscopes»                          | 5                    | 105                  | No va haver-hi semifinals | No va haver-hi semifinals |
| 1982                        | Harrogate   | The Duskeys                            | «Here today, gone tomorrow»           | 11                   | 49                   | No va haver-hi semifinals | No va haver-hi semifinals |
| No hi va participar el 1983 |             |                                        |                                       |                      |                      |                           |                           |
| 1984                        | Luxemburg   | Linda Martin                           | «Terminal 3»                          | 2                    | 137                  | No va haver-hi semifinals | No va haver-hi semifinals |
| 1985                        | Göteborg    | Maria Christian                        | «Wait until the weekend comes»        | 6                    | 91                   | No va haver-hi semifinals | No va haver-hi semifinals |
| 1986                        | Bergen      | Luv Bug                                | «You can count on me»                 | 4                    | 96                   | No va haver-hi semifinals | No va haver-hi semifinals |
| 1987                        | Brussel·les | Johnny Logan                           | «Hold Me Now»                         | 1                    | 172                  | No va haver-hi semifinals | No va haver-hi semifinals |
| 1988                        | Dublín      | Jump the Gun                           | «Take him home»                       | 8                    | 79                   | No va haver-hi semifinals | No va haver-hi semifinals |
| 1989                        | Lausana     | Kíev Connolly & The Missing passengers | «The real me»                         | 18                   | 21                   | No va haver-hi semifinals | No va haver-hi semifinals |
| 1990                        | Zagreb      | Liam Reilly                            | «Somewhere in Europe»                 | 2                    | 132                  | No va haver-hi semifinals | No va haver-hi semifinals |
| 1991                        | Roma        | Kim Jackson                            | «Could it be that I'm in love»        | 10                   | 47                   | No va haver-hi semifinals | No va haver-hi semifinals |
| 1992                        | Malmö       | Linda Martin                           | «Why Me?»                             | 1                    | 155                  | No va haver-hi semifinals | No va haver-hi semifinals |
| 1993                        | Millstreet  | Niamh Kavanagh                         | «In Your Eyes»                        | 1                    | 187                  | País amfitrió             | País amfitrió             |
| 1994                        | Dublín      | Paul Harrington & Charlie McGettigan   | «Rock 'n' Roll Kids»                  | 1                    | 226                  | No va haver-hi semifinals | No va haver-hi semifinals |
| 1995                        | Dublín      | Eddie Friel                            | «Dreamin'»                            | 14                   | 44                   | No va haver-hi semifinals | No va haver-hi semifinals |
| 1996                        | Oslo        | Eimear Quinn                           | «The Voice»                           | 1                    | 162                  | 2                         | 198                       |
| 1997                        | Dublín      | Marc Roberts                           | «Mysterious woman»                    | 2                    | 157                  | No va haver-hi semifinals | No va haver-hi semifinals |
| 1998                        | Birmingham  | Dawn Martin                            | «Is always over now?»                 | 9                    | 64                   | No va haver-hi semifinals | No va haver-hi semifinals |
| 1999                        | Jerusalem   | The Mullans                            | «When you need me»                    | 17                   | 18                   | No va haver-hi semifinals | No va haver-hi semifinals |
| 2000                        | Estocolm    | Eamonn Toal                            | «Millennium of love»                  | 6                    | 92                   | No va haver-hi semifinals | No va haver-hi semifinals |
| 2001                        | Copenhaguen | Gary O'Shaughnessy                     | «Without your love»                   | 21                   | 6                    | No va haver-hi semifinals | No va haver-hi semifinals |
| No hi va participar al 2002 |             |                                        |                                       |                      |                      |                           |                           |
| 2003                        | Riga        | Mickey Harte                           | «We've got the world»                 | 11                   | 53                   | No va haver-hi semifinals | No va haver-hi semifinals |
| 2004                        | Istanbul    | Chris Dauren                           | «If the world stops turning»          | 22                   | 7                    | Top 11 de l'any anterior  | Top 11 de l'any anterior  |
| 2005                        | Kíev        | Donna & Joseph McCaul                  | «Love?»                               | No es va classificar | No es va classificar | 14                        | 51                        |
| 2006                        | Atenes      | Brian Kennedy                          | «Every song is a cry for love»        | 10                   | 93                   | 9                         | 79                        |
| 2007                        | Hèlsinki    | Dervish                                | «They can't stop the spring»          | 24                   | 5                    | Top 10 de l'any anterior  | Top 10 de l'any anterior  |
| 2008                        | Belgrad     | Dustin the Turkey                      | «Irlande douze points»                | No es va classificar | No es va classificar | 15                        | 22                        |
| 2009                        | Moscou      | Sinéad Mulvey & Black Daisy            | «Et cetera»                           | No es va classificar | No es va classificar | 11                        | 52                        |
| 2010                        | Oslo        | Niamh Kavanagh                         | «It's for you»                        | 23                   | 25                   | 9                         | 67                        |
| 2011                        | Düsseldorf  | Jedward                                | «Lipstick»                            | 8                    | 119                  | 8                         | 68                        |
| 2012                        | Bakú        | Jedward                                | «Waterline»                           | 19                   | 46                   | 6                         | 92                        |
| 2013                        | Malmö       | Ryan Dolan                             | «Only love survives»                  | 26                   | 5                    | 8                         | 54                        |
| 2014                        | Copenhaguen | Ca-Linn feat. Kasey Smith              | «Heartbeat»                           | No es va classificar | No es va classificar | 12                        | 35                        |
| 2015                        | Viena       | Molly Sterling                         | «Playing with numbers»                | No es va classificar | No es va classificar | 12                        | 35                        |
| 2016                        | Estocolm    | Nicky Byrne                            | «Sunlight»                            | No es va classificar | No es va classificar | 15                        | 46                        |
| 2017                        | Kíev        | Brendan Murray                         | «Dying to try»                        | No es va classificar | No es va classificar | 13                        | 86                        |
| 2018                        | Lisboa      | Ryan O'Shaughnessy                     | «Together»                            | 16                   | 136                  | 6                         | 179                       |
| 2019                        | Tel-Aviv    | Sarah McTernan                         | «22»                                  | No es va classificar | No es va classificar | 18                        | 16                        |
| 2020                        | Rotterdam   | Lesley Roy                             | «Story Of My Life»                    | Festival cancel·lat  | Festival cancel·lat  | Festival cancel·lat       | Festival cancel·lat       |
| 2021                        | Rotterdam   | Lesley Roy                             | «Maps»                                | No es va classificar | No es va classificar | 16                        | 20                        |
| 2022                        | Torí        | Brooke Scullion                        | «That's Rich»                         | No es va classificar | No es va classificar | 15                        | 47                        |
| 2023                        | Liverpool   | Wild Youth                             | «We Are One»                          | No es va classificar | No es va classificar | 12                        | 10                        |
| 2024                        | Malmö       | Bambie Thug                            | «Doomsday Blue»                       | 6                    | 278                  | 3                         | 124                       |
| 2025                        | Basilea     | Emmy                                   | «Laika Party»                         | No es va classificar | No es va classificar | 13                        | 28                        |

## Festivals organitzats a Irlanda
Irlanda és l'únic país que ha organitzat el festival en múltiples ocasions consecutives; tres vegades entre 1993 i 1995. Sis de les set edicions que han tingut lloc a Irlanda, van ser a Dublín; tres al Point Theatre, dos al RDS i una al Gaiety Theatre. A més, el festival del 1993 va ser a Millstreet, Comtat de Cork. Durant el festival del 1994, Riverdance va fer el seu debut com el número d'intermedi.
| Edició                                | Ciutat seu | Localització      | Presentandors                   |
| ------------------------------------- | ---------- | ----------------- | ------------------------------- |
| Festival de la Cançó d'Eurovisió 1971 | Dublín     | Gaiety Theatre    | Bernadette Ní Ghallchóir        |
| Festival de la Cançó d'Eurovisió 1981 | Dublín     | RDS Simmonscourt  | Doireann Ní Bhriain             |
| Festival de la Cançó d'Eurovisió 1988 | Dublín     | RDS Simmonscourt  | Pat Kenny i Michelle Rocca      |
| Festival de la Cançó d'Eurovisió 1993 | Millstreet | Green Glens Arena | Fionnuala Sweeney               |
| Festival de la Cançó d'Eurovisió 1994 | Dublín     | Point Theatre     | Gerry Ryan i Cynthia Ní Mhurchú |
| Festival de la Cançó d'Eurovisió 1995 | Dublín     | Point Theatre     | Mary Kennedy                    |
| Festival de la Cançó d'Eurovisió 1997 | Dublín     | Point Theatre     | Ronan Keating i Carrie Crowley  |

## Guanyadors
Irlanda té el rècord del major nombre de victòries en l'Eurovisió, amb set edicions guanyades. D'elles, quatre van ser a la meitat de la dècada dels noranta, un període en el qual l'èxit irlandès va trencar rècords: el país va esdevenir el primer a guanyar tres vegades consecutives.
| Any  | Cançó                     | Artista                              | Compositor                  | Punts | Segon lloc |
| ---- | ------------------------- | ------------------------------------ | --------------------------- | ----- | ---------- |
| 1970 | "All Kinds of Everything" | Dana                                 | Derry Lindsay, Jackie Smith | 32    | Regne Unit |
| 1980 | "What's Another Year"     | Johnny Logan                         | Shay Healy                  | 143   | Alemanya   |
| 1987 | "Hold Me Now"             | Johnny Logan                         | Johnny Logan                | 172   | Alemanya   |
| 1992 | "Why Me?"                 | Linda Martin                         | Johnny Logan                | 155   | Regne Unit |
| 1993 | "In Your Eyes"            | Niamh Kavanagh                       | Jimmy Walsh                 | 187   | Regne Unit |
| 1994 | "Rock 'n' Roll Kids"      | Paul Harrington & Charlie McGettigan | Brendan Graham              | 226   | Polònia    |
| 1996 | "The Voice"               | Eimear Quinn                         | Brendan Graham              | 162   | Noruega    |

## Galeria d'imatges

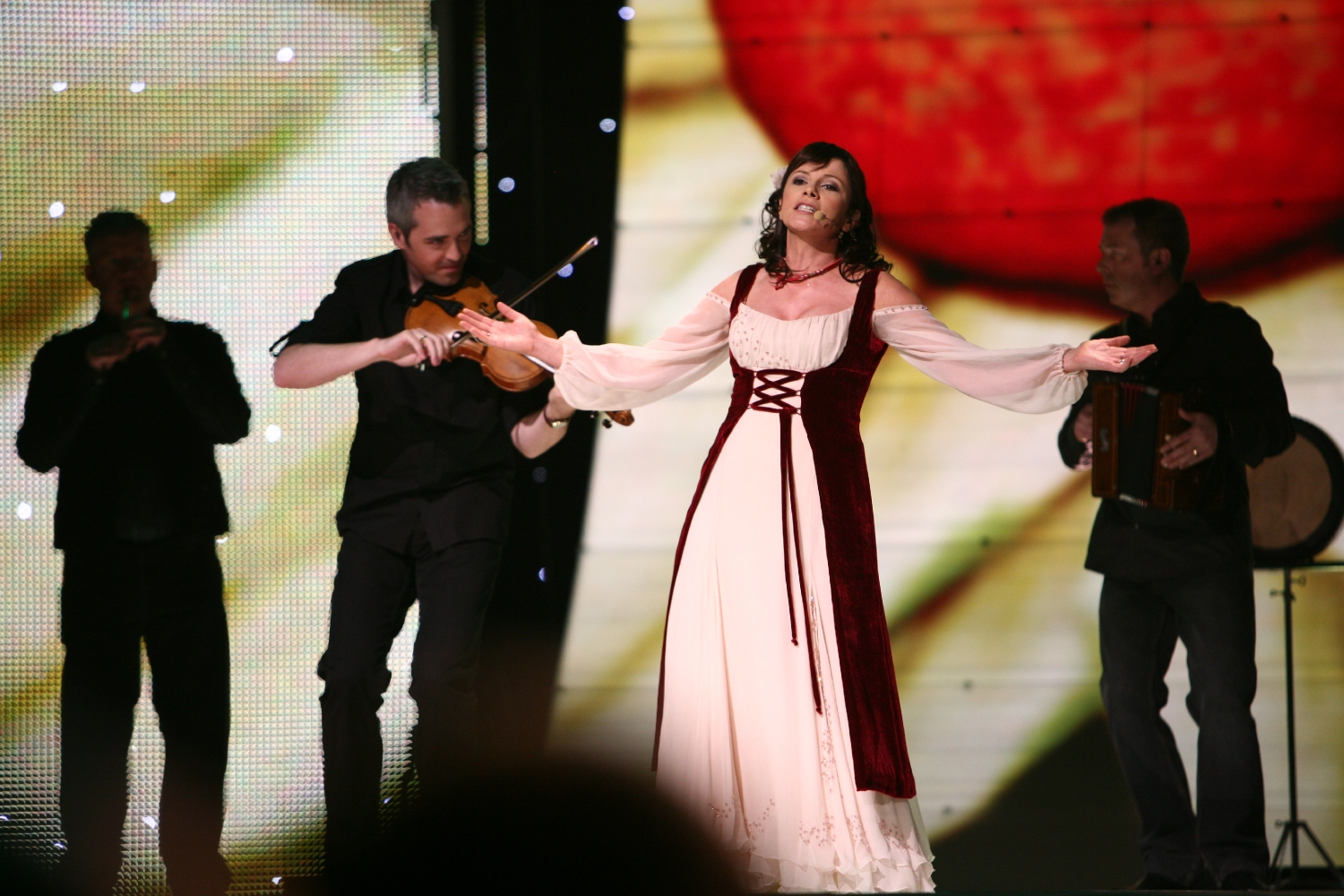
Dervish a Hèsinki (2007)
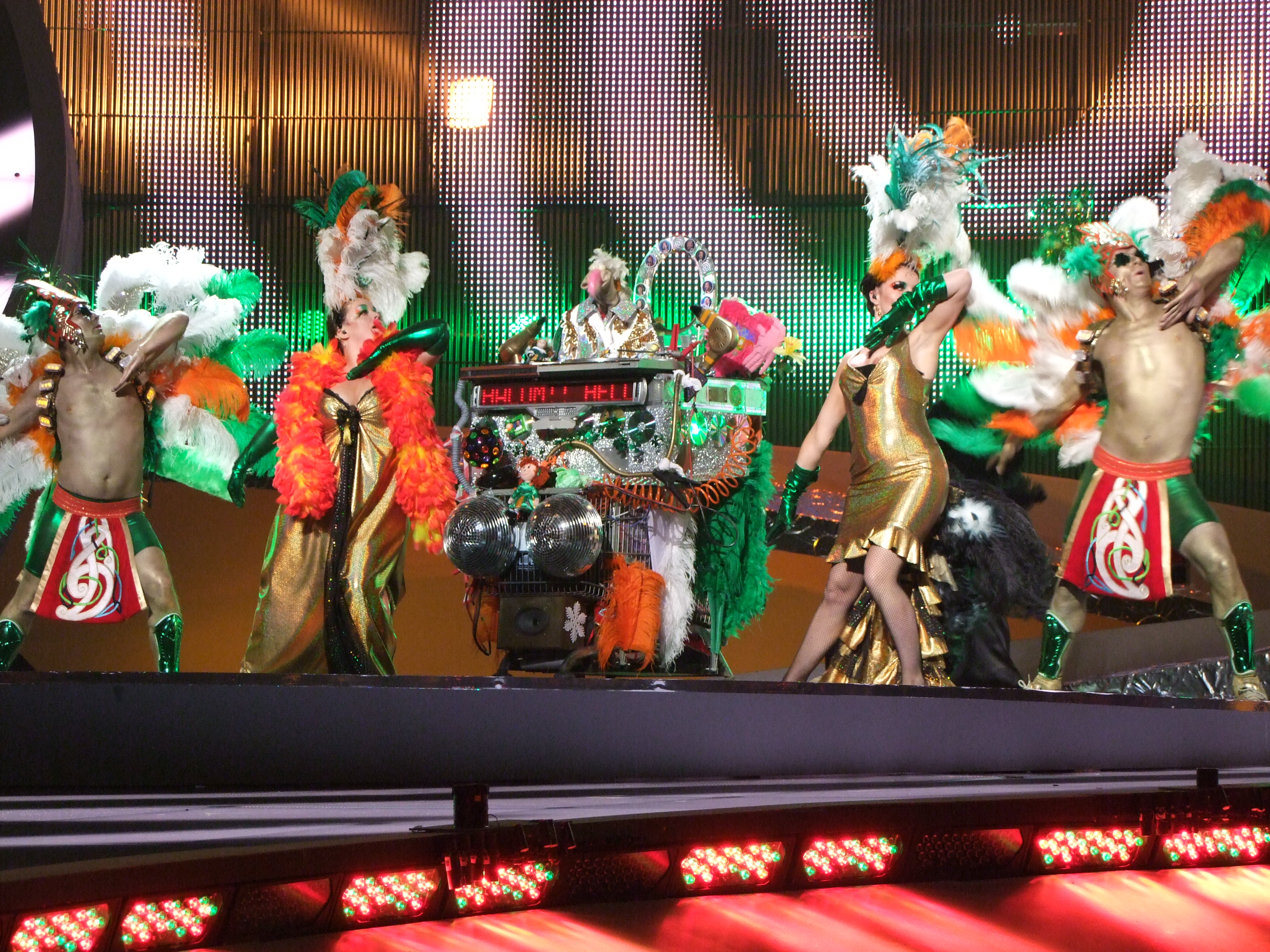
Dustin the Turkey a Belgrad (2008)
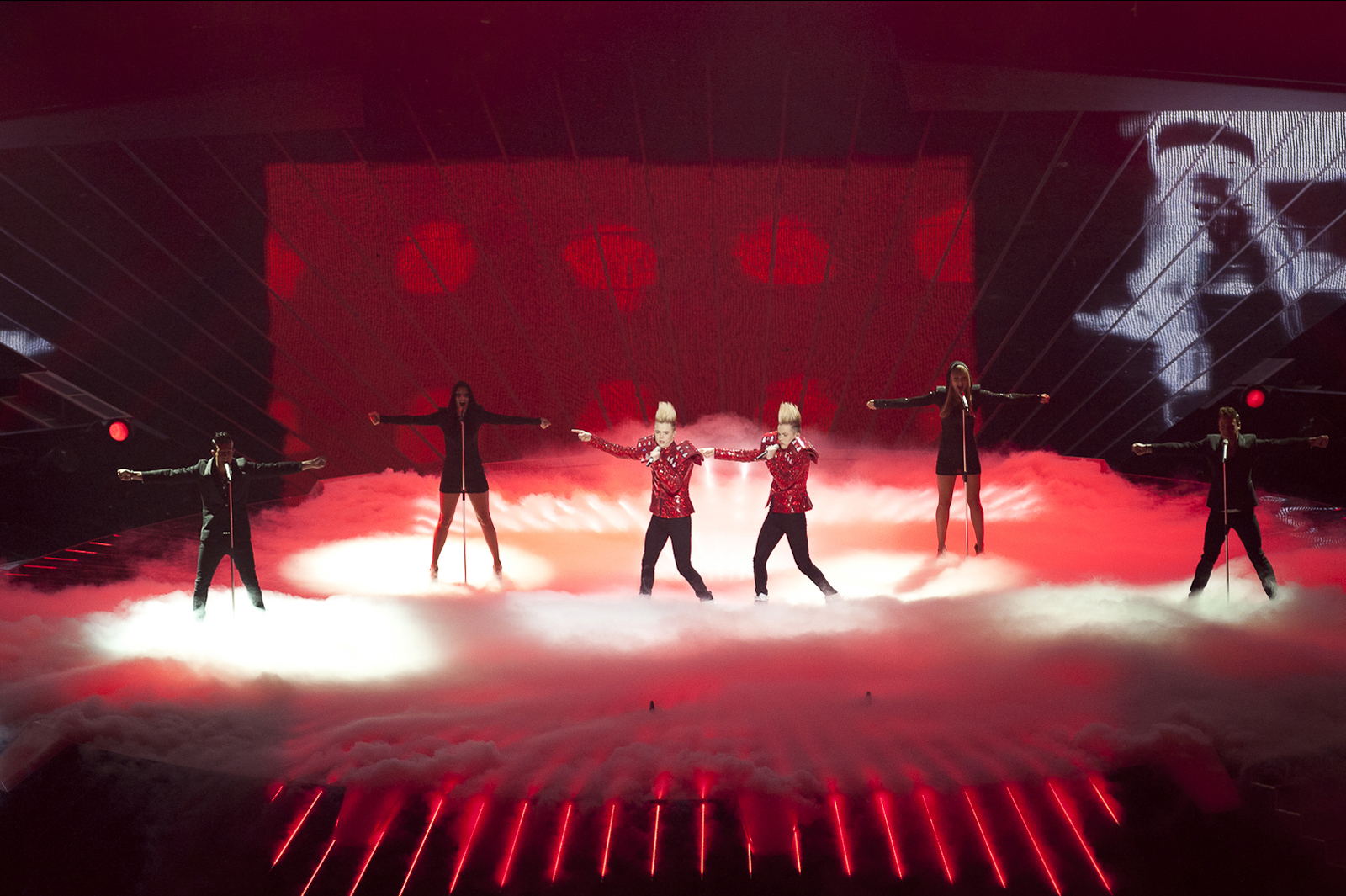
Jedward a Düsseldorf (2011)
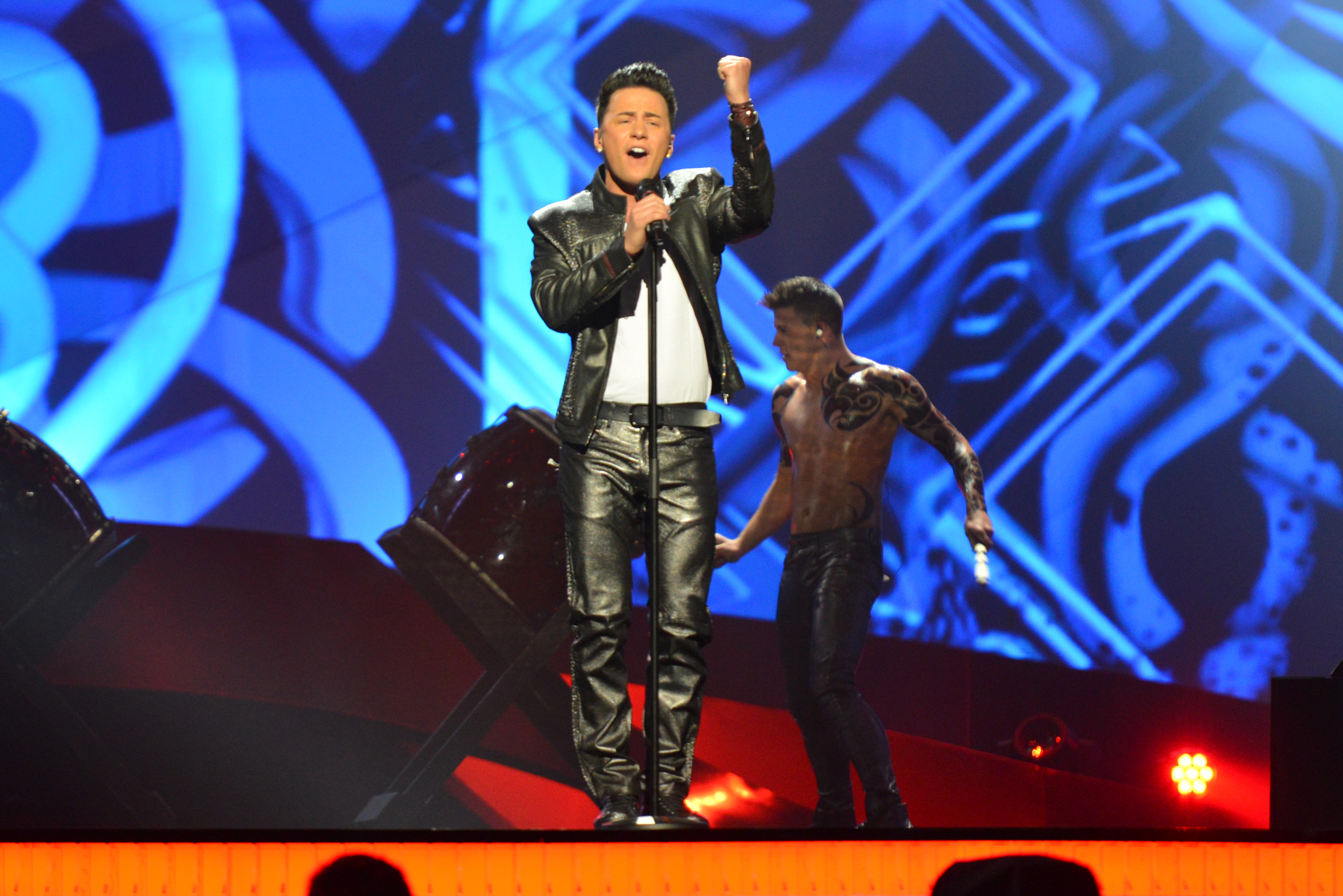
Ryan Dolan a Malmö (2013)
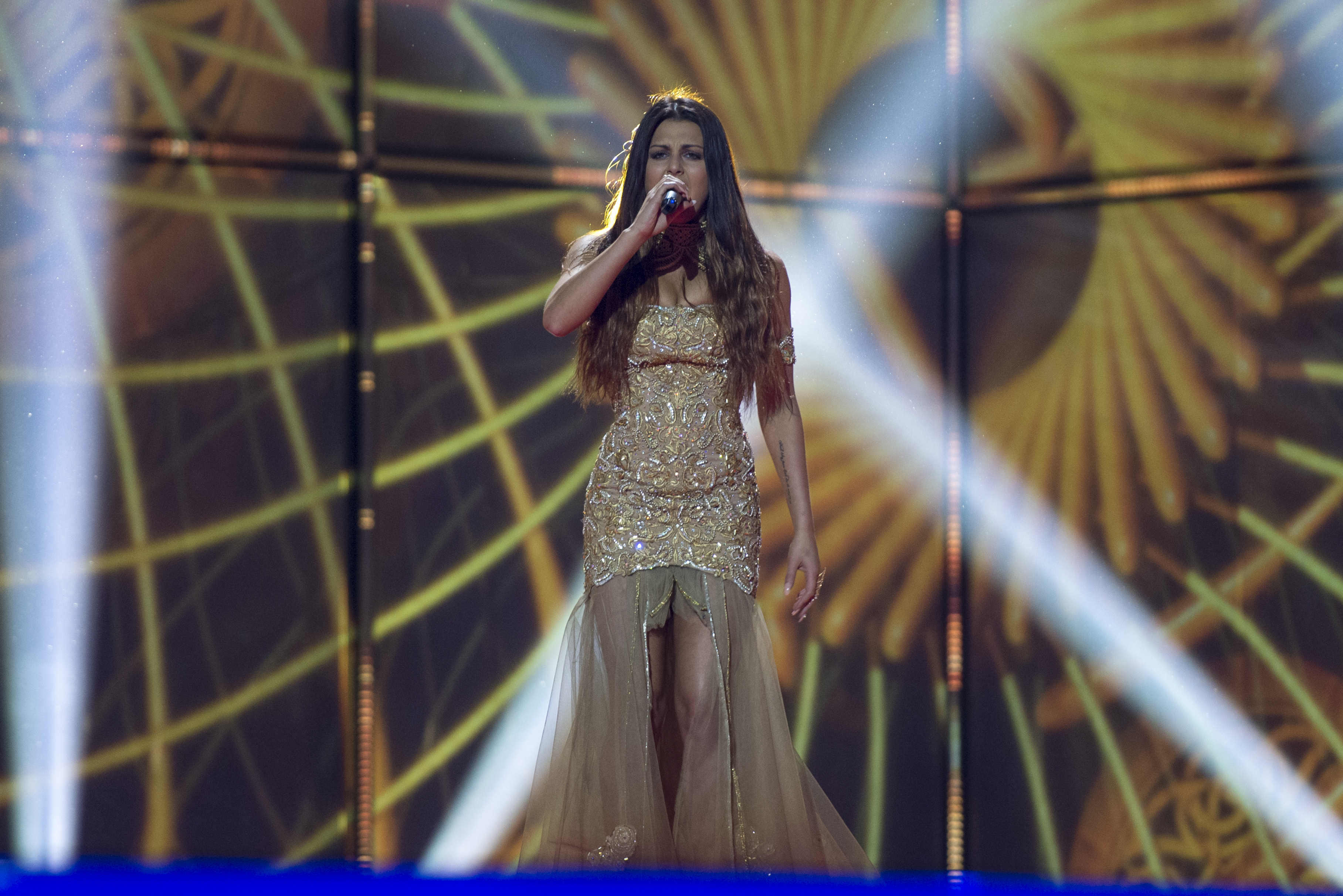
Can-Linn feat. Kasey Smith a Copenhaguen (2014)
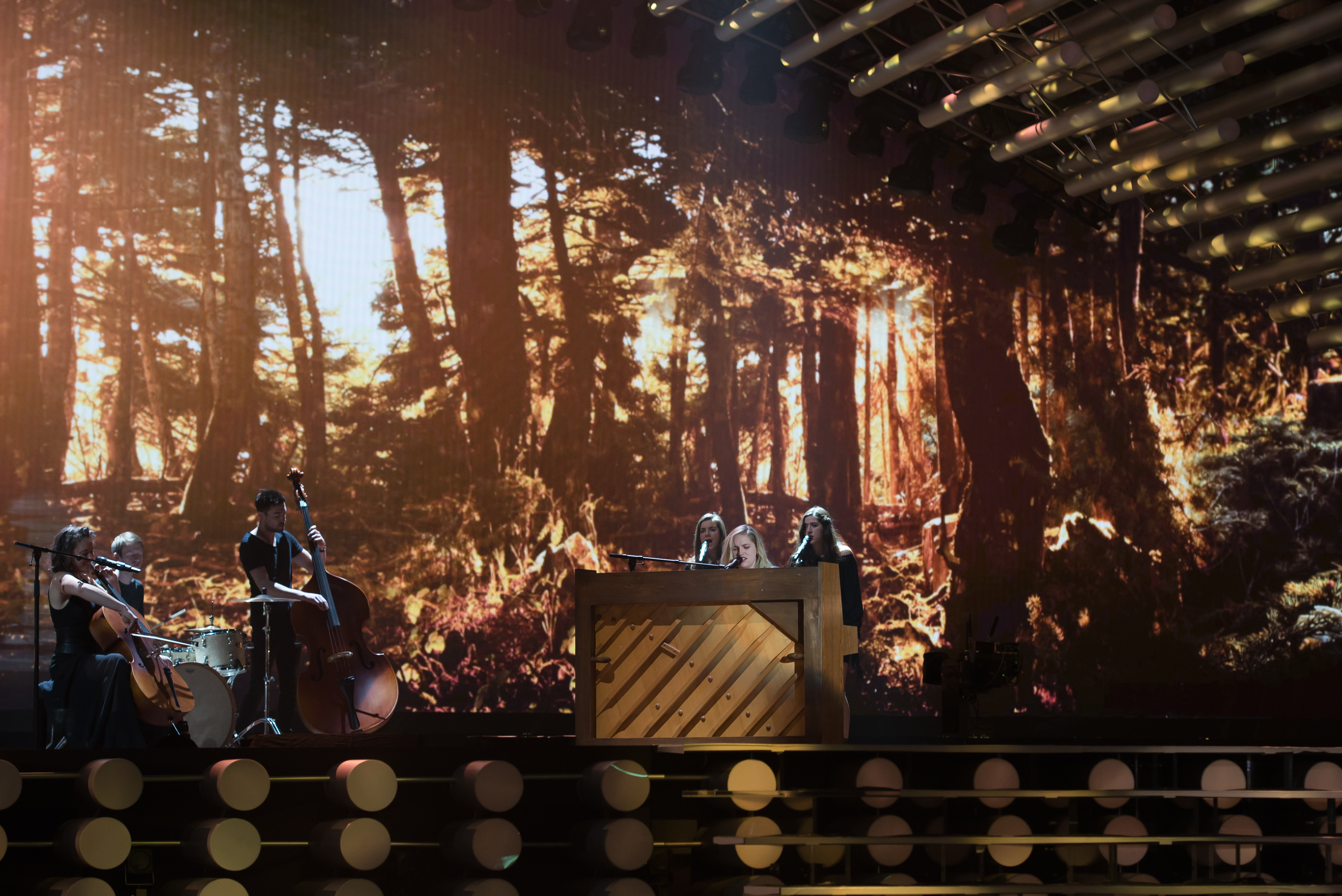
Molly Sterling a Viena (2015)
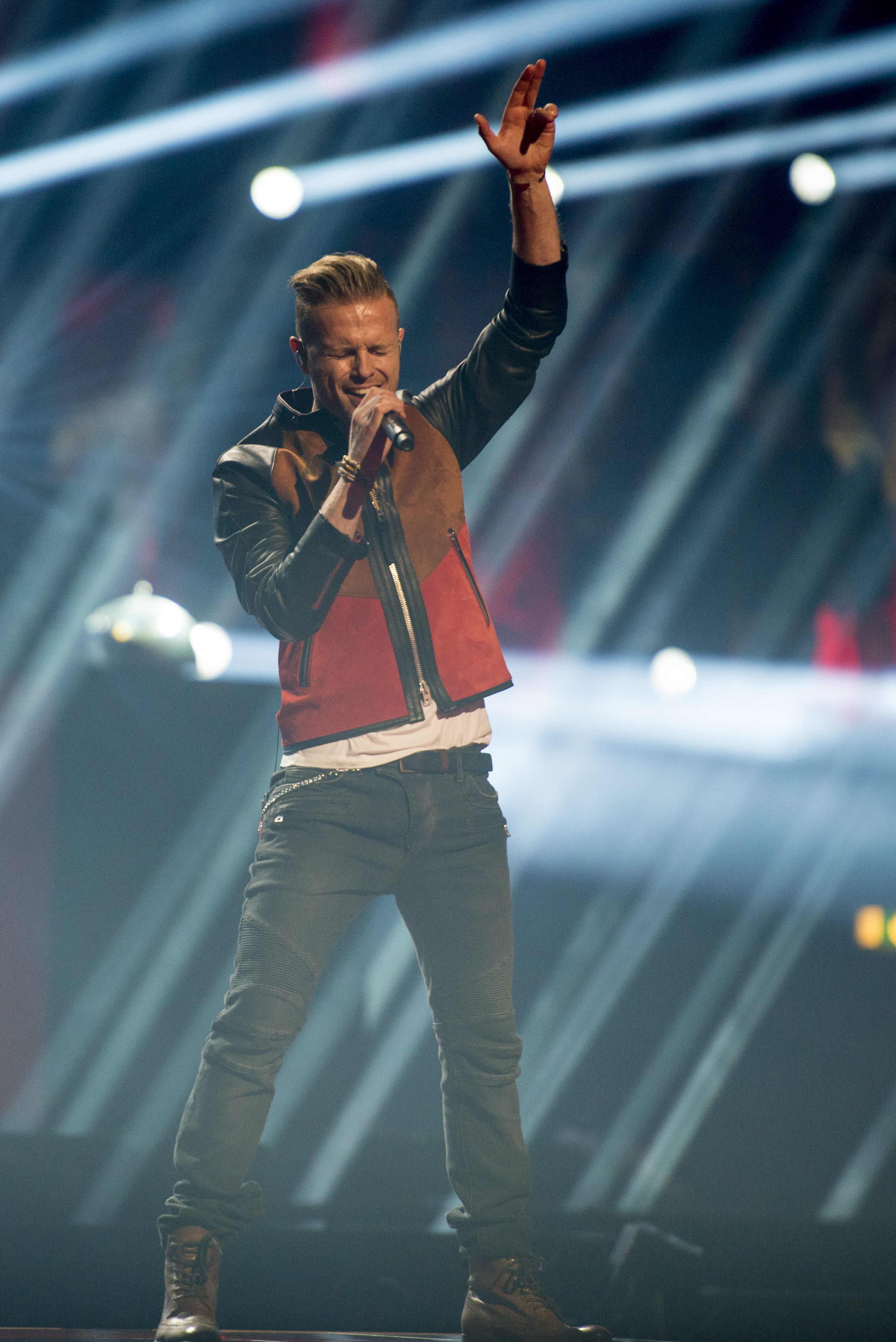
Nicky Byrne a Estocolm (2016)
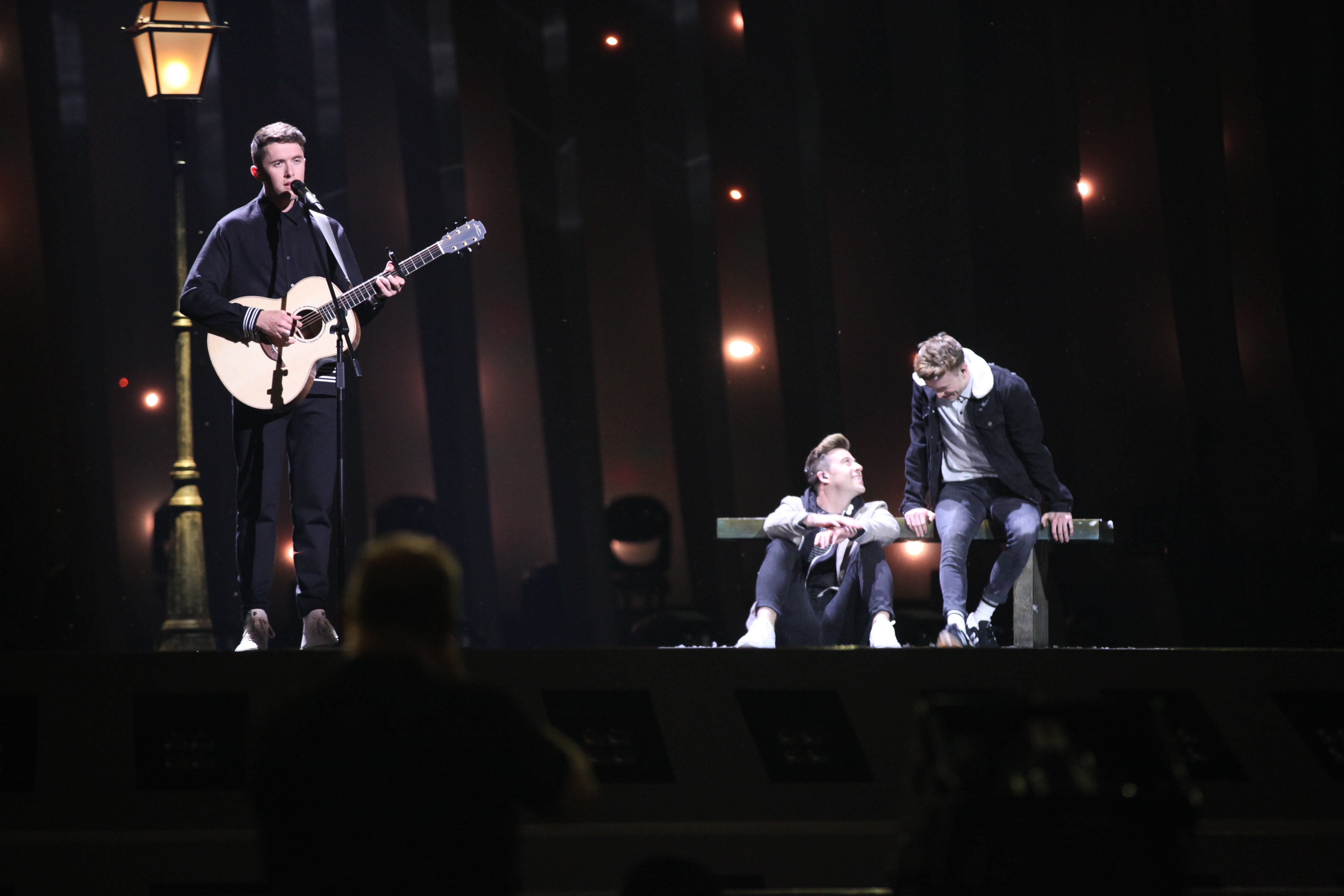
Ryan O'Shaughnessy a Lisboa (2018)
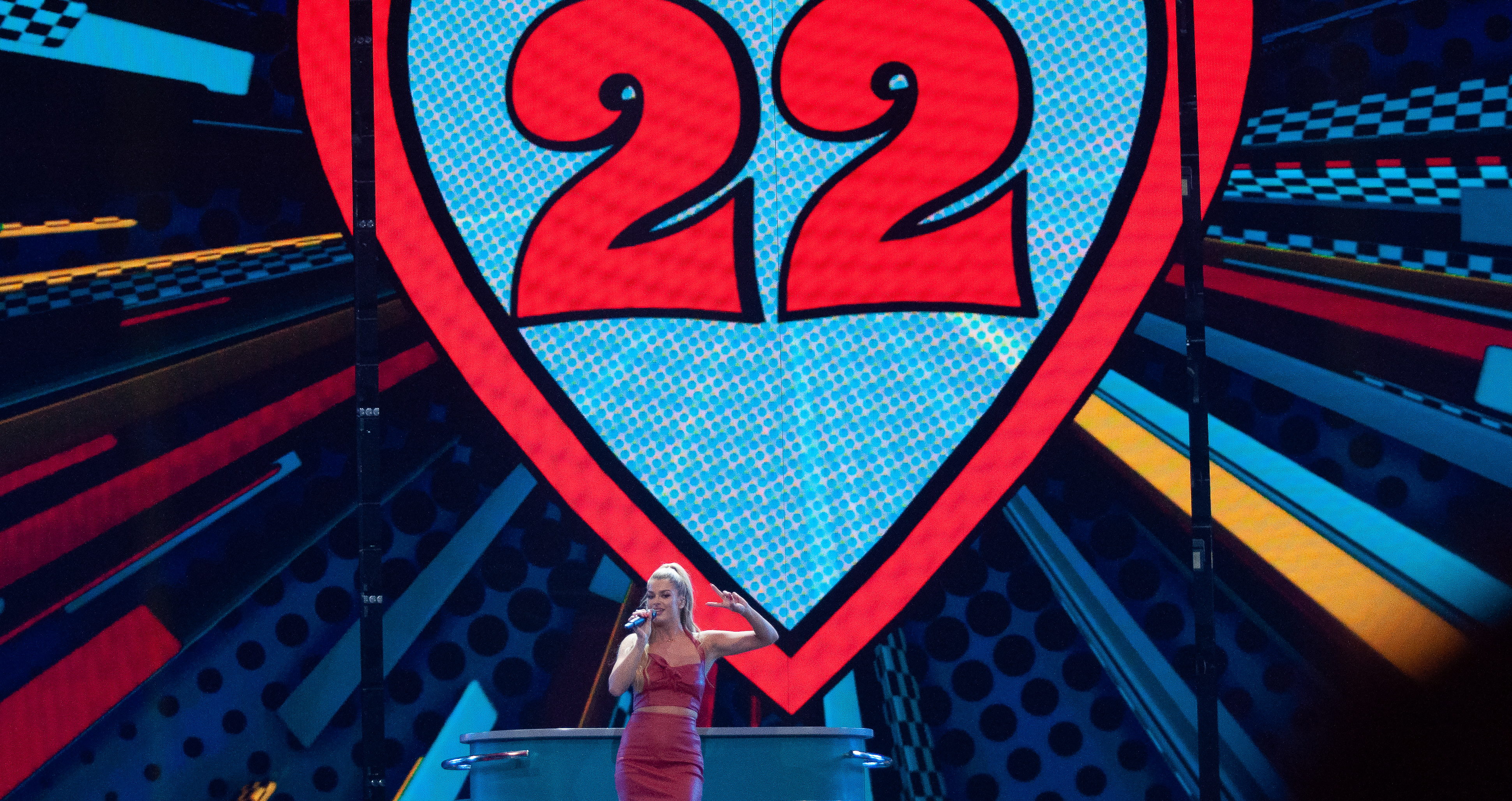
Sarah McTernan a Tel-Aviv (2019)